# Abezethibou
Abezethibod, o Abezi-Thibod es un demonio y un ángel caído descrito en el documento pseudepigrapha Testamento de Salomón. Siguió a Beelzebub en su caída del cielo y se convirtió en un demonio importante en el infierno. Sin embargo, después de su traición cometida, se quedó con un ala roja. Más tarde este viajó hacia Egipto, donde logró endurecer el corazón de Faraón y de sus consejeros, convenciéndoles de perseguir a los israelitas que huían de él. Al hacerlo, este se ahoga junto con el ejército en el Mar Rojo y se quedó atrapado en una columna de agua, aunque Beelzebub afirma que regresará para la conquista.

## Representación en elTestamento de Salomón
En el Testamento de Salomón, cuando Salomón convoca a Beelzebub para una entrevista, el príncipe de los demonios revela que un ángel llamado Abezethibou lo acompañó cuando cayó del cielo. Después de su caída, Abezethibou se convirtió en un demonio de una sola ala de color rojo y fue condenado al infierno. Afirma que todos los encarcelados en el Tártaro caen bajo el control del demonio. Este cargo comprendía el papel principal y la carga de Abezethibou en el mundo de los demonios. Se opuso a Moisés y a los israelitas durante el Éxodo de Egipto.
Más tarde, el propio Abezethibou aparece ante Salomón, informando al rey que, como un ángel, se había sentado en Amelouth, un lugar que describió como el "primer cielo". Después de su caída, Abezethibou deambuló por Egipto y, después del llamado de Moisés para que dejara a los israelitas salir de Egipto, logró endurecer el corazón del faraón. Esto es contradictorio a la visión cristiana tradicional del evento que basada en el Libro del Éxodo, sostiene que fue Dios quien endureció el corazón del Faraón. Fue con el ejército egipcio en la persecución de los israelitas, pero el Mar Rojo se derrumbó lo que lo aplastó y lo ahogó, donde fue aprisionado por una columna de agua.
El Testamento de Salomón se afirma que Jannes y Jambres llamaron a Abezethibou cuando lucharon contra Moisés, y el demonio les proporcionó la magia la cual usaron. Además afirmó ser "el adversario de Moisés en [realizar] señales y prodigios". Abezethibou fue sellado en el Mar Rojo, pero Beelzebub afirma que "cuando él [Abezethibou] esté listo, vendrá triunfante".